# Kenny Goins
Pour les articles homonymes, voir Kenny.
Kenny Goins, né le 11 septembre 1996 à Troy, au Michigan, est un joueur américain de basket-ball évoluant au poste d'ailier fort.

## Biographie

### Carrière universitaire
Entre 2014 et 2019, il joue pour les Spartans de Michigan State à l'université d'État du Michigan.

### Carrière professionnelle

#### Pallacanestro Trapani (2019-2020)
Le 20 juin 2019, automatiquement éligible à la draft 2019 de la NBA, il n'est pas sélectionné.
Durant l'été 2019, il participe à la NBA Summer League de Las Vegas avec les Nuggets de Denver.
Le 18 juillet 2019, il signe son premier contrat professionnel avec l'équipe italienne du Pallacanestro Trapani qui évolue en deuxième division.
En 24 matches, il a des moyennes de 11,5 points et 6,5 rebonds par match.

#### Kolossos Rhodes (2020-2021)
Le 22 août 2020, il signe avec l'équipe grecque du Kolossos Rhodes.
Le 22 mars 2021, il rompt son contrat avec l'équipe grecque. En 16 matches, il affiche des moyennes de 9,8 points et 5,4 rebonds par match.

#### G.S. Lavrio B.C. (juil. - déc.2021)
Le 1er juillet 2021, il signe avec l'équipe grecque du G.S. Lavrio B.C. (en).

#### Atomerőmű SE (déc.2021 - 2022)
Le 4 décembre 2021, il signe avec l'équipe hongroise de l'Atomerőmű SE.
En 18 matches, il a des moyennes de 8,3 points et 4,8 rebonds par match.

#### Limoges Cercle Saint-Pierre (2023-2024)
Le 8 novembre 2023, il signe un contrat avec l'équipe française du Limoges Cercle Saint-Pierre.

## Palmarès

### Universitaire
- All-Big Ten Honorable Mention (Coaches) en 2019
- All-Big Ten Honorable Mention (Media) en 2019

## Statistiques

### Universitaires
Les statistiques de Kenny Goins en matchs universitaires sont les suivantes :
| Saison    | Équipe         | Matchs   | Titul.   | Min./m   | % Tir    | % 3pts   | % LF     | Rbds/m.  | Pass/m.  | Int/m.   | Ctr/m.   | Pts/m.   |
| --------- | -------------- | -------- | -------- | -------- | -------- | -------- | -------- | -------- | -------- | -------- | -------- | -------- |
| 2014-2015 | Transfert      | Redshirt | Redshirt | Redshirt | Redshirt | Redshirt | Redshirt | Redshirt | Redshirt | Redshirt | Redshirt | Redshirt |
| 2015-2016 | Michigan State | 26       | 0        | 10,2     | 69,0     | 0,0      | 57,1     | 2,88     | 0,77     | 0,15     | 0,42     | 2,00     |
| 2016-2017 | Michigan State | 35       | 15       | 18,3     | 57,8     | 0,0      | 66,7     | 4,54     | 0,60     | 0,23     | 0,60     | 3,37     |
| 2017-2018 | Michigan State | 31       | 0        | 13,9     | 45,8     | 26,7     | 63,6     | 2,84     | 1,19     | 0,39     | 0,71     | 2,10     |
| 2018-2019 | Michigan State | 39       | 39       | 30,3     | 40,5     | 34,4     | 72,9     | 8,95     | 2,28     | 0,67     | 1,28     | 7,91     |
| Carrière  | Carrière       | 131      | 54       | 19,2     | 46,4     | 33,7     | 67,3     | 5,12     | 1,27     | 0,38     | 0,79     | 4,15     |